# Arroyo Concepción
Arroyo Concepción é uma cidade na Bolívia. Em 2010, tinha uma população estimada em 5 mil habitantes. 

## Geografia
Arroyo Concepción está localizado na parte boliviana do Pantanal, uma das maiores áreas úmidas do interior da Terra. A temperatura média média da região é de cerca de 26 ° C [2] e varia apenas ligeiramente entre 22-23 ° C em junho e julho e 28-29 ° C de outubro a fevereiro. A precipitação anual é de pouco mais de 1000 mm, com uma estação seca curta em junho e agosto, com precipitação mensal abaixo de 30 mm.